# آتلانتیس یوروپین ایرویز
آتلانتیس یوروپین ایرویز (به انگلیسی: Atlantis European Airways) یک شرکت هواپیمایی با کد یاتا TD است که در تاریخ ۲۰۰۴ میلادی تأسیس شده‌است. دفتر مرکزی آتلانتیس یوروپین ایرویز در ایروان، ارمنستان واقع شده‌است و قطب این شرکت هواپیمایی در فرودگاه بین‌المللی زوارتنوتس قرار دارد و به ۳ مقصد، پرواز مستقیم انجام می‌دهد.
از تاریخ ۲۷ اسفند ۱۳۹۶ پروازهای این شرکت به مقصد تهران به صورت چارتری آغاز خواهد شد